# Paul-Henri Spaak
Pour les articles homonymes, voir Spaak.
Paul-Henri Spaak (), né à Schaerbeek le 25 janvier 1899 et mort à Braine-l'Alleud le 31 juillet 1972, est un homme d'État belge socialiste. Il est considéré comme l'un des Pères de l'Europe.
Il occupe d'importantes fonctions sur le plan national et international : il est plusieurs fois ministre dans des gouvernements belges de 1936 à 1964, notamment ministre des Affaires étrangères et Premier ministre ; durant la guerre, il est membre du gouvernement belge en exil à Londres, dont le Premier ministre est Hubert Pierlot, qui dirige l'effort de guerre économique et militaire des Belges libres, avec des combattants en Europe et en Afrique dans l'air et sur terre.

## Biographie

### Généalogie et enfance
La famille Spaak est issue, au XVIe siècle, d'un membre d'origine suédoise d'une milice bruxelloise d'arbalétriers. Issu d'une lignée de notables, Paul-Henri Spaak naquit, dans la commune bruxelloise de Schaerbeek, le 25 janvier 1899, dans un milieu d'artistes et d'hommes politiques. Son père, Paul Spaak, grand admirateur de la civilisation italienne, fut professeur dans plusieurs institutions universitaires. Il laissa une œuvre littéraire importante dont la pièce de théâtre Kaatje qui connut le succès d'abord en Belgique, puis à Paris. La mère de Paul-Henri Spaak, Marie Janson, fut la première femme parlementaire belge, dès 1921, ce qui renforce l'atmosphère politique dans laquelle baigne le jeune Spaak. C'est le parti ouvrier qu'elle choisit, en rupture avec l'ambiance libérale de la famille Janson. Et c'est le parti ouvrier que Paul-Henri Spaak choisit aussi pour entrer dans la politique active suivant l'exemple maternel. Les parcours du fils et de sa mère seront parallèles puisque, après l'interruption de la guerre, tous deux suivront le parti ouvrier dans sa mutation en parti socialiste. Ses deux frères sont écrivains : l'un Claude Spaak, auteur dramatique, l'autre Charles Spaak (1903-1975) scénariste réputé du cinéma français à qui l'on doit, entre autres, La Kermesse héroïque du cinéaste belge Jacques Feyder, La Grande Illusion de Jean Renoir, Le Banquet des fraudeurs du cinéaste belge Henry Storck. Il eut deux nièces, l'une Agnès Spaak, comédienne à Paris, l'autre Catherine Spaak, fille de Charles Spaak, actrice à Paris et en Italie. Paul-Henri Spaak est le beau-frère de Suzanne Spaak, résistante qui a sauvé de nombreux enfants juifs et est morte fusillée par les allemands. Son grand-père maternel, Paul Janson, fut le grand tribun du parti libéral et ministre d'état, représentant de la tendance libérale de gauche dite radicale. Son oncle, Paul-Émile Janson, chef du parti libéral, fut plusieurs fois ministre avant de mourir dans un camp de concentration nazi. L'enfance de Paul-Henri Spaak baigna dans un milieu aisé, agnostique, où la politique avait une place centrale.

### Première Guerre mondiale
En 1916, Paul-Henri Spaak âgé de 17 ans, se porte volontaire de guerre, mais il est arrêté par les Allemands en tentant de passer en territoire libre et finit la guerre dans un camp de prisonniers. Ne parlant pas l'allemand, qu'il avait pourtant commencé à apprendre avec des nurses allemandes, pendant sa petite enfance, il s'occupa en jouant dans des pièces de théâtre, dont « Kaatje », la plus réputée des œuvres de son père.

### Entrée en politique
Après 1918, Paul-Henri Spaak accomplit, à l'Université libre de Bruxelles, des études de droit qu'il acheva en deux ans et devint avocat au barreau de Bruxelles. Il y défend les objecteurs de conscience Marcel Dieu, dit Hem Day, et Léo Campion, franc-maçon, plus tard chansonnier et acteur à Paris, traduits en justice en 1933 pour avoir renvoyé leurs livrets militaires,. Il plaide : « La guerre à présent, ce sont les colonies, le pétrole, le prestige de tel gouvernement. La guerre aujourd'hui, c'est le résultat de tous les impérialismes. » Il s'interroge ensuite sur le concept de patriotisme pour les millions de chômeurs et de sans-abris engendrés par la crise. Ses clients sont condamnés à de la prison. Leur peine est réduite en appel. Ils refusent toute sanction et, avec un autre objecteur, Lionel de Vlaminck, entament une grève de la faim. Les avocats des accusés, Deublet et Spaak, et d'autres citoyens renvoient leurs livrets militaires. Des anciens combattants sont prêts à les imiter. Les grévistes de la faim sont renvoyés de l'armée car indignes de figurer plus longtemps dans ses rangs. Ils sont chassés de l'armée pour cause d'avoir été condamnés pour ne pas vouloir y rester.
C'est en 1932 que commence sa carrière politique. Il est élu député de Bruxelles sur la liste du parti socialiste, devenant l'adversaire politique de son oncle, le libéral Paul Janson.
Chef-adjoint du cabinet du ministre du Travail du parti ouvrier Joseph Wauters en 1925, Paul-Henri Spaak est élu député dans l'arrondissement de Bruxelles à la Chambre des représentants en 1932. Il devient ministre des Transports et des PTT dans le cabinet de Paul van Zeeland de 1935 à 1936, ministre des affaires étrangères du 13 juin 1936 au 9 février 1939 dans le gouvernement van Zeeland II et Premier ministre du 15 mai 1938 au 9 février 1939. Il retrouve le portefeuille des Affaires étrangères dans le gouvernement d'union nationale d'Hubert Pierlot formé le 3 septembre 1939 à l'appel du roi Léopold III du fait de l'entrée en guerre de la France et du Royaume-Uni contre l'Allemagne.
Jusqu'à la fin des années trente, il était svelte et sportif et devint même champion de tennis de Belgique de série b, puis champion de Belgique Interclubs et, dans le cadre des fonctions ministérielles qu'il occupa à partir de 1935, il disputa une partie contre le roi de Suède. Paul-Henri Spaak était aussi un joueur de bridge.
Le parcours politique de Paul-Henri Spaak est d'abord marqué par l'anti-militarisme de son parti, le parti ouvrier et son leader Émile Vandervelde, malgré la politique du roi Léopold III vers le réarmement de la Belgique dans le cadre du retour à la neutralité d'avant 1914 (qui avait été garantie, à l'époque, par le traité de 1831). Cette politique se manifeste, en 1936, par la dénonciation de l'accord militaire franco-belge de 1920, et ce avec le soutien de Paul-Henri Spaak pour qui c'est le moyen d'appliquer ses opinions pacifistes en libérant la Belgique du risque d'être entraînée dans une guerre contre l'Allemagne que l'on commence à redouter. La conséquence en est que, en 1938-1939, certaines garnisons protégeant la Belgique de l'Allemagne sont dégarnies pour porter des troupes le long de la frontière franco-belge afin de paraître manifester une équitable stratégie de défense contre tous les pays voisins. Mais sans que des travaux de défense, comme des fortifications, fussent entrepris contre la France, ce qui démontre le caractère symbolique de cette décision purement politique qui était destinée à honorer, en apparence, la neutralité proclamée en 1936. Par contre, les fortifications de l'Est, déjà utilisées en 1914 pour résister à l'agression allemandes, sont modernisées et augmentées.

### Seconde Guerre mondiale
Le 28 mai 1940 est une date cruciale dans la vie de Paul-Henri Spaak. Ce jour-là commence une série de tribulations pour les ministres belges en grand danger de perdre toute importance du fait de la défaite. Après la percée de Sedan et la campagne des 18 jours de l'armée belge, celle-ci étant refoulée vers la côte, comme les armées franco-anglaises, Paul-Henri Spaak et le premier ministre Hubert Pierlot quittent la Belgique après la dramatique entrevue du château de Wynendaele au cours de laquelle ils tentent de convaincre le roi Léopold III de partir avec eux. Celui-ci constate que les Alliés sont battus et que la petite armée anglaise prépare son rembarquement sans que rien soit prévu pour sauver au moins une partie de l'armée belge, laquelle parvient pourtant à arrêter l'armée allemande pendant quatre jours durant la bataille de la Lys. Le roi prend dès lors la décision de rester au pays avec l'armée vaincue et espère que par la seule force morale de sa présence en Belgique, il pourra s'opposer aux abus que l'Allemagne ne manquera pas de commettre en Belgique, comme elle l'avait déjà fait pendant la Première Guerre mondidale. Toutefois, Paul-Henri Spaak ne croit pas qu'une négociation soit possible avec l'Allemagne, et il accuse Léopold III d'avoir pactisé secrètement contre elle avec les Alliés sous le couvert de la neutralité, et cela dès avant la guerre. Pourtant, le roi veut se poser en obstacle, au moins passif, aux entreprises des Allemands de diviser la Belgique, comme ils l'avaient fait lors de la Première Guerre mondidale.
Entre le roi et les ministres éclate un différend, Spaak et Pierlot contestant violemment le choix du roi sans parvenir à le convaincre de quitter le pays. Le roi considère qu'il ne peut laisser croire qu'il trahit l'obligation constitutionnelle de défenseur de l'indépendance et de l'intégrité nationalesm comme l'y a engagé son serment d'intronisation de 1934. Il veut croire qu'il pourra défendre le peuple contre un ennemi dont on connaît l'intention d'effacer la nation belge de la carte, comme cela avait été le cas durant la Première Guerre mondiale lors de la prise de contrôle des administrations belges et la séparation forcée de la Flandre et de la Wallonie, avec expulsion de Bruxelles, de toute l'administration francophone avec l'intention de germaniser la ville. Les deux ministres quittent la Belgique et laissent le roi seul à Wynendaele, où il prend connaissance des conditions allemandes de reddition de l'armée apportées par le parlementaire qui avait été envoyé à l'ennemi.
En quittant la Belgique, Pierlot et Spaak veulent continuer la guerre et rallier d'autres membres du gouvernement réfugiés en France et au Royaume-Uni. Ce gouvernement conserve toute sa légitimité constitutionnelle, Léopold III n'ayant pas insisté pour obtenir une démission. Cela implique que le roi ne s'oppose pas à ce que le gouvernement belge continue la guerre à la tête d'une Belgique en exil. C'est que subsistent une marine, des forces militaires échappées en France et les richesses de l'immense domaine colonial africain de la Belgique avec sa force armée, la Force publique. Les ministres belges vont donc pouvoir représenter la Belgique en exil pour sauvegarder la survie du pays vis-à-vis des alliés. C'est un projet identique à celui des gouvernements en exil des autres pays occupés. Un projet auquel Paul-Henri Spaak adhère pleinement lorsque le gouvernement proclame que, « en application de la constitution belge en son article 82, dorénavant le gouvernement exerce seul le pouvoir exécutif, le roi ne pouvant exercer son autorité tant qu'il est prisonnier de l'ennemi. » Cet article prévoit en effet les cas dans lesquels le roi des Belges ne peut exercer le pouvoir conjointement avec le gouvernement parce qu'il ne dispose plus d'une pleine et entière liberté d'action qui garantisse sa liberté de décision.
C'est un tournant majeur dans la vie de Paul-Henri Spaak et qui mérite d'être considéré en détail. Il s'exile loin de sa famille qui va vivre sous l'occupant ennemi, ce qui peut créer une situation dangereuse pour elle alors que lui-même appartient à un gouvernement qui incarne la résistance à cet occupant. Et il est loin du parti socialiste qui est désormais destiné à devenir clandestin. Paul-Henri Spaak se retrouve coupé de tout ce qui a fait sa vie privée et politique. La situation des autres ministres belges est variable selon les cas, certains ayant pu envoyer leur épouse en Angleterre. Alors que Pierlot et Spaak s'installent en France, décidés à y continuer la guerre d'une façon ou d'une autre, Camille Gutt et Albert de Vleeschauwer ont déjà gagné Londres nantis d'une pleine autorité, tandis que les autres ministres sont isolés et même introuvables dans la cohue des réfugiés. Il en est de même pour ceux des parlementaires qui ne sont pas mobilisés. Malgré cela, une assemblée parlementaire se tient à Bordeaux. Mais, du fait du grand nombre d'absents, le quorum des voix n'y est pas atteint pour autoriser un vote valable et les critiques envers la décision du roi restent donc lettre morte, tandis que l'autorité du gouvernement en sort renforcée par un vote de confiance, même si celui-ci n'est que de pure forme.
En provenance de Poitiers. Le chef du gouvernement, Hubert Pierlot, et les deux chambres du Parlement vont alors s'exiler à Limoges durant quelques semaines et c'est de la capitale porcelainière que députés et sénateurs belges condamnent, le 31 mai 1940, la « honteuse capitulation » avec Paul-Henri Spaak.
Dans leur exil, les rescapés du gouvernement se trouvent dans une situation inédite pour un gouvernement belge depuis 1830, ils peuvent exercer le pouvoir exécutif en se passant de la signature royale en vertu de l'article 82 de la constitution qui considère le cas où le roi des Belges est dans l'impossibilité de régner. Toutefois, c'est à la condition de prendre leurs décisions collégialement dans l'attente de soumettre, dès que possible, leurs actes aux chambres réunies, ce qu'ils décident. Cela ne peut signifier que le gouvernement veut croire à la victoire finale qui permettra de convoquer le parlement belge dans un pays libéré. C'est une décision qui est pas politique mais engage aussi la vie privée. Paul-Henri Spaak n'est pas de ceux qui ont pu évacuer leur famille mais part seul. Quel sort sera réservé aux siens restés à la merci de l'ennemi ? Plus tard, il écrira : « Les mois les plus cruels de ma vie… le goût de la défaite totale, le bord du renoncement et le réveil en pleine lutte… ».
Après avoir résidé en France dans des conditions difficiles au milieu de la débâcle, Paul-Henri Spaak et Hubert Pierlot, qui avaient cru pouvoir faire confiance à la résistance militaire de la France en installant dans ce pays le gouvernement belge en exil, se retrouvent privés de toute protection diplomatique française dès l'armistice franco-allemand. Pierlot et Spaak entreprennent alors une vaine tentative d'entrer en rapport avec le gouvernement allemand dans l'espoir fou de maintenir une autorité belge (ce qui, à ce moment-là, n'est pas sans rapport avec l'attitude du roi Léopold III) en organisant le retour des réfugiés. Mais les informations diplomatiques venues à la connaissance des autorités françaises révèlent qu'Adolf Hitler a donné pour consigne aux militaires allemands qui occupent la Belgique et aux diplomates allemands en poste à l'étranger d'ignorer toute approche du gouvernement belge, ses membres n'ayant plus aucune autorité légale selon Berlin. Et le gouvernement français du maréchal Pétain paraît bien partager ce point de vue en faisant savoir, par l'intermédiaire du préfet de la Gironde, que la protection diplomatique est retirée aux ministres belges. Ceux-ci se sentent pris au piège dans le village de Sauveterre-de-Guyenne où ils se sont réfugiés. Mais ils vont apprendre que leur collègue Albert de Vleeschauwer revenu de Londres, est en Espagne avec un visa portugais, et cherche à les rencontrer.
La perte de la protection française convainc les deux ministres que la seule solution est de fuir devant la menace de tomber au pouvoir des nazis, Paul-Henri Spaak se sentant particulièrement concerné du fait de son passé politique. Albert de Vleeschauwer les rencontre au Col du Perthus, où ils sont bloqués, avant d'être placés en résidence forcée à Barcelone par les autorités franquistes. Marc Jottard, consul de Belgique à Barcelone, et deux Belges résidant en Espagne organisent leur évasion vers le Portugal le 22 octobre. Les deux derniers rescapés du gouvernement belge en France arrivent finalement au Portugal après avoir traversé clandestinement l'Espagne cachés dans une camionnette à double fond pour échapper au gouvernement du général Franco acquis aux intérêts allemands et dont les chefs n'ont pas oublié l'appui des socialistes belges au gouvernement républicain espagnol durant la guerre civile. « Une évasion digne d'être reproduite à Hollywood et dont votre frère écrira le scénario » (il s'agit de Charles Spaak, scénariste à Paris), écrit le journaliste américain Akivisson,.
Les deux ministres parviennent enfin, le 25 octobre, à Londres où se reconstitue le gouvernement belge en exil. Grâce aux ressources financières du gouvernement immédiatement disponibles (une partie de l'or de la Banque nationale de Belgique a été évacué à Londres et aux États-Unis) et avec le concours de volontaires, la Belgique sera présente dans la bataille d'Angleterre avec 28 pilotes, ensuite, durant toute la guerre, avec trois escadrilles. Après la participation belge aux victoires d'Afrique contre les Italiens couronnée par la victoire d'Asosa, c'est une troupe belge qui libèrera la côte française du nord et participera à la libération de la Belgique en 1944. Au début de 1945, une armée belge reconstituée de 100 000 hommes entrera en jeu au sein des forces alliées. Avant cela, des troupes spéciales de commando étaient intervenues en Yougoslavie en accord avec les Britanniques et sous leurs ordres, les mêmes commandos combattant dans le sud des Pays-Bas, lors de l'opération Market Garden, menée par Montgomery.
Ainsi, dès la fin de 1940, après s'être organisés à Londres, Paul-Henri Spaak et le gouvernement belge tirent parti des importants moyens économiques et militaires qu'ils peuvent rassembler, surtout grâce au Congo belge, pour mener un jeu diplomatique ambitieux qui vise à inscrire la Belgique, d'abord vaincue, parmi les futurs vainqueurs de l'Allemagne. Dans le cadre de ses fonctions de ministre des Affaires étrangères, Paul-Henri Spaak développe une politique de présence auprès du gouvernement britannique, qui avait débuté dès l'entretien de son collègue le ministre des Colonies, Albert de Vleeschauwer, le 8 juillet 1940, avec Winston Churchill et aussi auprès des gouvernements européens en exil à Londres. Ces contacts entraînent cette appréciation du chef des Français libres, le général de Gaulle, qui, dans ses Mémoires de Guerre, écrit : « Messieurs Pierlot, Gutt et Spaak formant ensemble, au service de la Belgique, l'équipe de la sagesse, de l'ardeur et de l'habileté. »
L'action du gouvernement se traduit par une politique combattive qui permet à Paul-Henri Spaak d'acquérir une réelle influence dans le monde libre. Cette politique se traduit par la mise à la disposition des alliés des richesses du Congo, dont notamment les minerais, surtout le cuivre, l'étain et l'uranium, par l'engagement de toute la flotte de commerce dans les convois alliés de fournitures américaines qui affrontent les sous-marins allemands, par la participation de 28 aviateurs belges à la bataille d'Angleterre et la constitution de trois escadrilles belges intégrées à la Royal Air Force, cependant qu'une force terrestre se reconstitue en Angleterre et que les troupes d'Afrique remportent des victoires contre les Italiens en Abyssinie,.
Paul-Henri Spaak entretient des contacts avec tous les gouvernements en exil et, à ce titre, il participe aux négociations qui aboutiront, après la guerre, au traité économique du Benelux réunissant Belgique, Pays-Bas et Grand Duché de Luxembourg. Il plaide la reconnaissance officielle par la Belgique du général de Gaulle et des Français libres, quoique ceux-ci ne fussent pas porteur d'une légitimité politique comme les autres gouvernements en exil qui, eux, ont quitté leurs pays porteurs des pouvoirs qu'ils tenaient des institutions légales. Malgré des oppositions étrangères, le premier ministre Hubert Pierlot et le ministre des affaires étrangères Paul-Henri Spaak écrivent au général de Gaulle, le 3 octobre 1941, que le gouvernement belge a décidé de le reconnaître comme représentant les Français Libres. C'est chose faite par échange de pièces diplomatiques le 13 mai 1942.
Même des Français en exil opposés au général de Gaulle ont tenté d'empêcher cette reconnaissance de la France Libre, ainsi que le gouvernement britannique qui a fait pression dans ce sens, mais l'annonce de l'envoi d'un diplomate pour représenter le gouvernement belge à Alger, siège du Comité national des Français libres, est notifiée officiellement à tous les gouvernements alliés le 17 juin 1943. La Belgique est donc la première puissance à accorder sa reconnaissance officielle au général de Gaulle et à ses partisans.
Pendant ce temps-là, en Belgique, la famille Spaak doit se cacher pour échapper aux représailles allemandes, et la belle-sœur du ministre, Suzanne Spaak, sera arrêtée, torturée et fusillée à Paris pour faits de résistance (elle contribua notamment à sauver de nombreux enfants juifs et devint Juste parmi les Nations) .

### Après la guerre
En 1944, le roi, qui était resté en Belgique occupée en résidence surveillée sous l'autorité allemande, est emmené en Allemagne et enfermé dans des forteresses gardées par des SS. Cette absence royale entraînera, dès la libération de Bruxelles en septembre 1944, la convocation du parlement avec la mission de désigner un régent afin de restaurer le pouvoir exécutif jusque-là réduit au seul gouvernement, mais aussi avec la charge de juger le comportement du gouvernement en exil qui, pendant toute la guerre, a maintenu la légitimité belge au sein des Alliés et rebâti une force militaire et économique qui place la Belgique dans le camp des vainqueurs du nazisme. Dès le retour à Bruxelles du gouvernement Pierlot-Spaak dans les jours qui ont suivi la libération, les parlementaires réunis en nombre suffisant pour atteindre le quorum élisent un régent, c'est le prince Charles, frère du roi.
Ainsi, le système constitutionnel normal est reconstitué, le détenteur du pouvoir royal ou son remplaçant faisant à nouveau partie intégrante, avec les ministres, du pouvoir exécutif. Après un débat sur la gestion du gouvernement durant les 51 mois de son exil, un quitus est donné aux ministres quoique divers aspects de la politique gouvernementale de guerre aient, par la suite, donné lieu à des débats qui n'allaient, cependant, pas remettre en cause la signature de la Belgique au bas des accords souscrits en exil, tel le Benelux ou les accords sur l'uranium fourni aux États-Unis, bien que ces derniers aient été considérés dans l'opinion publique et dans les partis comme pas assez profitables pour la Belgique. Aussi, plus tard, après une période d'instabilité ministérielle et une cure d'opposition de Paul-Henri Spaak, le retour de celui-ci aux affaires étrangères en 1954 entraîne la renégociation de nouveaux accords nucléaires belgo-américains. Menés par Pierre Ryckmans (homme de confiance de Paul-Henri Spaak comme ancien combattant en Afrique et ex-gouverneur général du Congo), ces accords accordent à la Belgique divers avantages scientifiques ainsi qu'un complément financier aux paiements américains du temps de la guerre. Ceux-ci avaient commencé dès 1940 lorsque le représentant belge à New York de l'Union minière du Haut Katanga, Edgar Sengier, avait livré, contre paiement cash à sa société, un premier stock de minerais aux Américains. C'est avec le produit de ce paiement, joint aux ressources financières de l'État, ainsi qu'au soutien des banques belges exilées, que le gouvernement avait entrepris l'effort de redressement de la Belgique en guerre.
Entretemps, en 1946, Paul-Henri Spaak avait été élu président de la première Assemblée générale des Nations unies à Londres, tandis que la Belgique devenait la première petite puissance à siéger au Conseil de sécurité des Nations unies. La guerre froide prenant une tournure inquiétante, Paul-Henri Spaak prononce à l'ONU un discours (connu sous le nom de discours de la peur) devant l'Assemblée générale des Nations-Unies en septembre 1948, discours dans lequel il attaque violemment la politique étrangère de l'Union soviétique. Sa réputation s'en trouve grandie, alors qu'il avait pu s'imposer dans le monde politique international comme nouveau chef du gouvernement belge en mars 1946 puis du 20 mars 1947 au 11 août 1949, cumulant ce poste avec celui de chef de la diplomatie belge. C'est à cette époque qu'est conclu le traité économique du Benelux, auquel Spaak avait travaillé pendant la guerre avec les gouvernements en exil des Pays-Bas et du Grand Duché de Luxembourg dans le but de conclure une alliance économique de la Belgique avec ces deux pays.
Durant ces années, ce qu'on a appelé la « Question royale » n'avait cessé de provoquer des affrontements au parlement et au sein de la population à propos du choix du roi de ne pas abandonner l'armée et de se constituer prisonnier avec celle-ci en 1940. Le roi est toujours absent du pays bien qu'il ait été libéré par les troupes américaines en avril 1945, mais le gouvernement s'est opposé à son retour jusqu'à ce que le parlement se soit décidé à voter ou non la fin de l'impossibilité de régner décrétée en 1940 lorsque le roi avait décidé de rester en Belgique sous le pouvoir allemand. Le débat porte moins sur la reddition militaire que sur la question de savoir si le roi devait ou non quitter le pays pour se soustraire à l'emprise allemande. Lors de la consultation populaire de mars 1950, le choix de Paul-Henri Spaak en faveur de l'abdication du roi n'est pas suivi par une majorité. Le résultat de ce scrutin est que 2 933 382 Belges (57,68 %) se déclarent pour le retour du roi contre 2 151 881 (42,32 %) qui sont contre, mais une fracture apparaît : si 72,2 % des Flamands se montrent favorables au souverain, 58 % des Wallons y sont opposés, comme aussi une majorité des Bruxellois. Trois mois plus tard, le résultat « pour » le retour du roi est confirmé dans des élections générales pour le parlement qui donnent une majorité absolue aux partis chrétiens.
La gauche, menée par Paul-Henri Spaak ne veut pas non plus accepter cette deuxième décision démocratique et commence une grève générale. À cette occasion, Paul-Henri Spaak prononce à la Chambre des Députés de Bruxelles un discours qui rappelle ceux de sa jeunesse, quand il était à la gauche du parti ouvrier : « Je suis avec Danton contre Louis XVI, avec Louis Blanc contre Thiers, avec les Belges de 1830 contre les Hollandais. La révolution ne me fait pas peur. Je sais qu'elle doit éclater quand les gens au pouvoir s'obstinent à ne pas reconnaître les faits ».
Finalement, le roi, rentré à Bruxelles en juillet 1950 joue l'apaisement et abdique en faveur de son fils, nommé Prince royal à l'âge de 20 ans pour devenir, en 1951, le roi Baudouin Ier. Le sénateur américain Henry Cabot Lodge, Jr. déclare devant le Sénat des États-Unis à propos de Paul-Henri Spaak : « C'est certainement un des plus habiles, si pas le plus habile leader politique en Europe aujourd'hui ». Paul-Henri Spaak retourne dans l'opposition sous un gouvernement homogène social-chrétien, dirigé par le premier ministre Jean Van Houtte et devient bourgmestre de la commune bruxelloise de Saint-Gilles-lez-Bruxelles dans laquelle il a son domicile depuis l'avant-guerre. Il est à nouveau ministre des Affaires étrangères de 1954 à 1958 dans un gouvernement de coalition formé par les libéraux et les socialistes avec le socialiste Achille Van Acker pour premier ministre.
Paul-Henri Spaak signe avec le baron Jean-Charles Snoy et d'Oppuers le traité de Rome le 25 mars 1957. Paul-Henri Spaak défend et fait adopter par le parlement belge les traités du Benelux, de l'OTAN, du Conseil de l'Europe, de la CECA, de la CED, de la CEE et de l'Euratom. Son rôle dans la relance de l'intégration européenne à la conférence de Messine en 1955 est déterminant. Grâce à son engagement dans la construction européenne, Paul-Henri Spaak est considéré comme l'un des « Pères de l'Europe ». Le bâtiment abritant l'hémicycle principal du Secrétariat Général du Parlement européen à Bruxelles porte d'ailleurs son nom. En 1957, il est lauréat du Prix International Charlemagne.

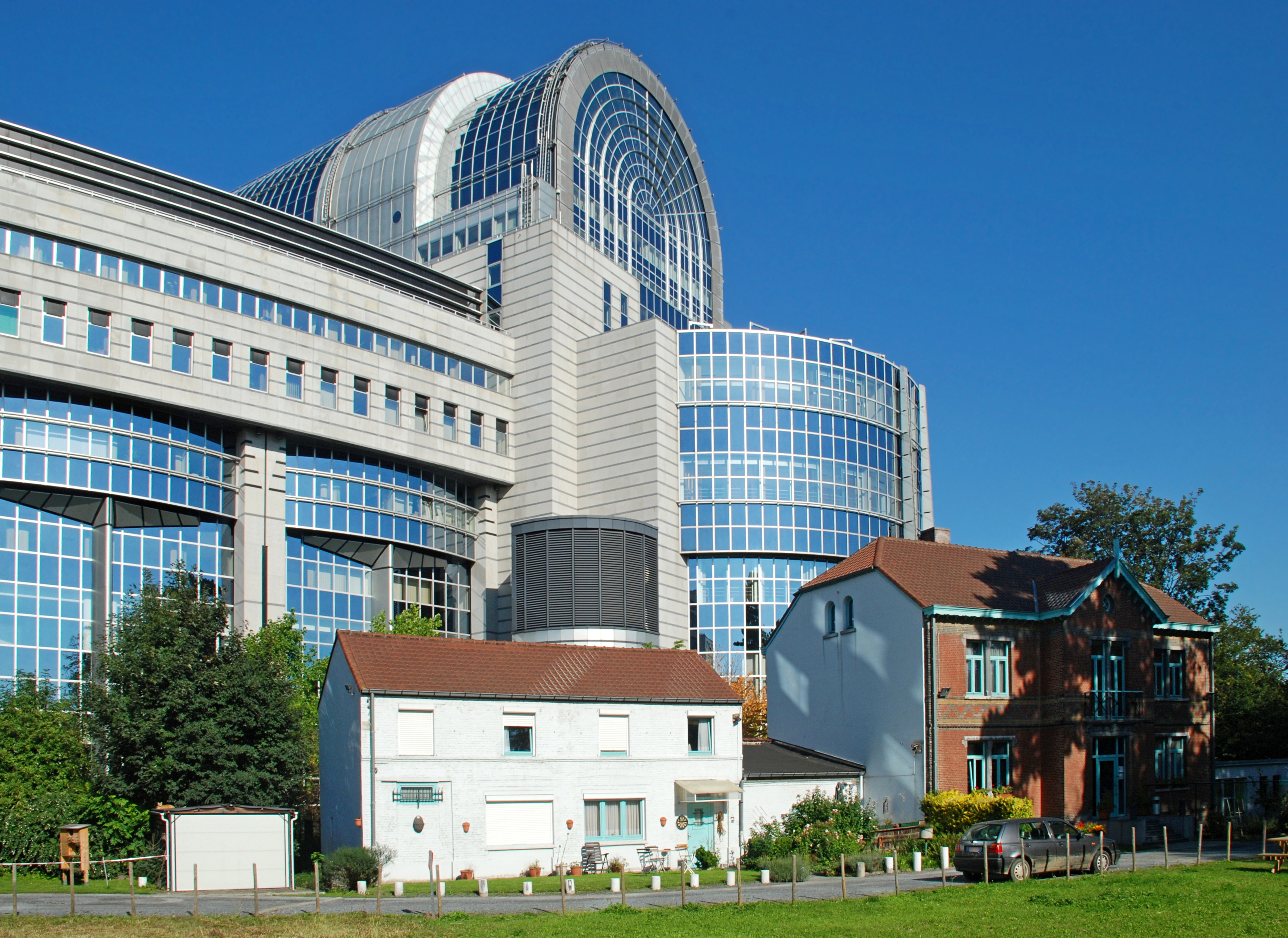
Le bâtiment Paul-Henri Spaak, vu depuis le Parc Léopold, où se tiennent les sessions additionnelles du Parlement européen.

Paul-Henri Spaak fut aussi secrétaire général de l'OTAN de 1957 à 1961, malgré les critiques de la frange de gauche de son parti, le parti socialiste, qui considérait qu'il était indigne pour un ministre socialiste, qui avait été pacifiste avant 1936, de diriger une organisation « militariste ». Cependant, Paul-Henri Spaak avait acquis, depuis 1946 et son discours à l'ONU dit « discours de la peur », une crainte profonde devant la perspective d'une guerre avec l'Union soviétique et ses satellites dont la puissance militaire paraissait intacte, au contraire de celle des pays occidentaux qui s'étaient empressés de désarmer à la fin de la guerre, alors que les partis communistes entretenaient de l'agitation en Belgique, en France et en Italie. Pour Paul-Henri Spaak, l'alliance militaire de l'OTAN était la meilleure garantie que la politique de faiblesse d'avant guerre des démocraties occidentales devant la menace de conflit ne se reproduirait plus avec ses tragiques conséquences.
Revenu à la politique belge en 1960, Paul-Henri Spaak est ministre des affaires étrangères et vice-premier ministre dans un gouvernement de coalition groupant les socialistes et les sociaux chrétiens formé en 1961 sous la direction du premier ministre social chrétien Théo Lefèvre qui affronte la querelle linguistique et communautaire. Le Congo belge étant devenu indépendant sous le gouvernement précédent présidé par Gaston Eyskens, l'ancienne colonie est secouée par des conflits ethniques et politiques. En 1964, confronté à une prise d'otages belges et européens par des opposants au régime Mobutu qui ont pris Stanleyville, Paul-Henri Spaak rencontre à Bruxelles le leader des insurgés Christophe Gbenye, qui a été exfiltré de Stanleyville par la Sûreté belge dans l'espoir de pouvoir négocier une solution pacifique. Mais cet espoir échoue. Paul-Henri Spaak obtient alors du gouvernement belge de lancer, avec l'accord des Américains, une audacieuse opération militaire pour délivrer les otages. C'est l'opération Dragon rouge menée par un régiment de paras-commandos belges tombés du ciel et appuyés par une colonne terrestre nommée l'Ommegang. L'opération réussit, mais non sans provoquer la mort d'un peu plus de vingt otages.
Paul-Henri Spaak prononce à cette occasion un vigoureux discours de deux heures à l'ONU en 1964, en réponse à l'accusation virulente de l'URSS qui condamne l'opération militaire belge.

### Fin de carrière
Paul-Henri Spaak se retire de la politique active. En 1966, il fait un bref « séjour » dans le conseil d'administration de la Bell Telephone Manufacturing, société belge intégrée par la société américaine ITT et qui possède neuf usines en Belgique. Plus tard, Paul-Henri Spaak dit qu'il avait pu favoriser la passation de nombreux marchés au profit de l'industrie belge et de l'emploi grâce à sa réputation internationale et à son expérience.
Il publie en 1969 des mémoires aux éditions Fayard sous le titre Combats inachevés. Le premier tome s'intitule De l'Indépendance à l'Alliance et le second De l'espoir aux déceptions.
Paul-Henri Spaak, qui avait été socialiste durant toute sa vie, rompt avec le parti socialiste belge (P.S.B.) en 1971 et annonce son ralliement au Front Démocratique des Francophones (F.D.F.) nouvellement créé. Il invoque, pour se justifier, les reculades de la gauche démocratique en face de l'intolérance de l'extrême droite flamingante, ce qu'il condamne, le 5 novembre 1971, dans un retentissant discours depuis une tribune improvisée sous le chapiteau du cirque Bouglione, établi momentanément à Ixelles (Bruxelles), place Flagey, les nombreuses salles de congrès et de conférences de Bruxelles lui ayant été refusées sur pression des autorités actionnées par le gouvernement. L'affluence est telle que le chapiteau du cirque ne suffit pas et que les organisateurs ont loué la salle voisine du cinéma Marni dans laquelle le public peut suivre le discours grâce à l'installation, par une société privée, d'un câble établissant une liaison télévisée avec le cirque, le reste de la foule, massée à l'extérieur, écoutant stoïquement dans le froid les paroles de Spaak diffusées par haut-parleurs. C'est la dernière performance oratoire de ce que beaucoup, notamment au parti socialiste dépité de cette manifestation d'indépendance à l'égard de sa politique d'apaisement vis-à-vis du flamingantisme, considèrent comme l'adieu politique et le dernier message d'un homme qui avait été un leader de premier plan sur la scène politique intérieure et un exceptionnel représentant de la Belgique sur la scène internationale, surtout pendant et après la guerre.
Paul-Henri Spaak se retire alors de la vie publique et installe sa résidence à Braine-l'Alleud, commune wallonne de la grande banlieue de Bruxelles. Mais sa santé s'altère et il est mis en garde par les médecins contre tout effort. Pourtant, il s'impose un voyage dans l'archipel des Açores, voulant s'offrir des vacances en compagnie de sa fille Antoinette Spaak, qui est très proche de lui et , suivant l'exemple paternel, allait devenir une femme politique importante en lutte contre l'extrémisme. C'est là, le 28 juillet 1972, qu'il est pris d'un malaise. Un avion militaire le rapatrie d'urgence à Bruxelles, à l'Hôpital Brugmann, le 29 juillet. Emporté par une rupture d'anévrisme, Paul-Henri Spaak meurt à Bruxelles le 31 juillet 1972 à 0 h 15. Paul-Henri Spaak repose dans le cimetière du Foriest à Braine-l'Alleud. Après son décès, une Fondation Paul-Henri Spaak a été créée pour perpétuer sa mémoire.

## Résumé de sa carrière politique
- ministre une première fois en 1936, membre du gouvernement du premier ministre Pierlot de façon ininterrompue, d'abord en Belgique, durant la mobilisation de l'armée sur pied de guerre en septembre 1939, puis à Londres comme ministre des affaires étrangères de 1940 à 1944 dans le gouvernement en exil qui préside à l'effort de guerre belge en Europe et en Afrique au Congo belge, ensuite, à partir de septembre 1944, à nouveau ministre à Bruxelles, toujours aux affaires étrangères
- négociateur, dans le gouvernement belge de Londres, avec les Pays-Bas et le Grand Duché de Luxembourg du traité qui, après la guerre, créera l'union économique du Benelux
- Outre les fonctions ministérielles qu'il remplit de 1936 jusqu'en 1964 de façon presque ininterrompue, il est plusieurs fois réélu membre de la Chambre des représentants et exerce même la fonction de bourgmestre de la commune bruxelloise de Saint-Gilles-lez-Bruxelles.
- Comme ministre des affaires étrangères il remplit à plusieurs reprises des fonctions internationales au nom de la Belgique:
- président de l'Assemblée générale des Nations unies dès le 10 janvier 1946
- président du Mouvement européen de 1950 à 1955
- président de l'Assemblée commune de la CECA de 1952 à 1954
- négociateur et signataire pour la Belgique du Traité de Rome qui fonde le Marché commun européen, prédécesseur de l'Union européenne.
- secrétaire général de l'OTAN du 16 mai 1957 au 21 avril 1961.

## Publication
- Combats inachevés en 2 volumes : De l'indépendance à l'Alliance et De l'espoir aux déceptions, éditeur Fayard, 319 p., 1969, ASIN: B0014P3ETE

## Distinctions
- Grand cordon de l'ordre de Léopold.
- Grand-croix de l'ordre de la Couronne.
- Grand-croix de la Légion d'honneur en 1938.
- Grand cordon de l'ordre du Lion néerlandais en 1938.
- Grand-croix de l'ordre national de la Croix du Sud en 1949 (Brésil).
- Il a reçu des distinctions de nombreux autres pays: Allemagne, Royaume-Uni, Italie, Japon, Yougoslavie, Portugal, Norvège, Vatican, Suède, États-Unis, Chine, Finlande, etc.

## Hommage
- Une Haute École située à Bruxelles et Nivelles porte son nom.
- L'aile du bâtiment principal du Parlement européen à Bruxelles, où se trouve l'hémicycle, porte son nom.
- Quelques rues et places publiques de Belgique et de France portent son nom et son buste a été érigé dans la commune bruxelloise de Saint-Gilles-lez-Bruxelles où il avait habité et dont il fut bourgmestre.